# Bogdan Vodă (okręg Bacău)
Bogdan Vodă – wieś w Rumunii, w okręgu Bacău, w gminie Săucești. W 2011 roku liczyła 536 mieszkańców.